# Afromimus
Afromimus tenerensis is een theropode dinosauriër die tijdens het vroege Krijt leefde in het gebied van het huidige Niger.

## Vondst en naamgeving
In 2017 benoemde en beschreef Paul Sereno de typesoort Afromimus tenerensis. De geslachtsnaam is afgeleid van het Latijn Afer, "Afrikaan", en het Oudgrieks mimos, "nabootser", een verwijzing naar de herkomst uit Afrika en het vermeende behoren tot de Ornithomimosauria. De soortaanduiding verwijst naar de herkomst uit de Tenerewoestijn.
Het enige bekende fossiel, holotype MNBH GAD112, is in 1997 tijdens een expeditie van Sereno opgegraven in een laag van de El Rhaz-formatie die dateert uit het Aptien-Albien. Het bestaat uit een skelet zonder schedel. Bewaard zijn gebleven: zeven middelste en achterste staartwervels, twee chevrons, een rib, de onderkanten van een rechterscheenbeen en rechterkuitbeen vergroeid met het sprongbeen, en drie teenkootjes. Het betreft een volwassen exemplaar.

## Beschrijving
Afromimus heeft een geschatte lengte van drie meter. Het scheenbeen is 404,5 millimeter lang. Het dier is tweevoetig en lichtgebouwd.
Sereno gaf een unieke combinatie van kenmerken. Er bevindt zich op de achterkant van de schacht van het scheenbeen een ovale verruwing voor de aanhechting van een pees, onder de buitenste achterste lob van het bovenvlak. Op het kuitbeen bevindt zich een verruwing achter de crista tibialis. Aan de voorste binnenkant van de schacht van het kuitbeen bevindt zich een trog onder de voorste trochanter, de verheffing op de voorkant. Bij de middelste staartwervels hebben de gewrichtsuitsteeksels verruwingen, ook buiten hun contactfacetten. Bij de middelste staartwervels hebben de gewrichtsuitsteeksels hoge contactfacetten. De voorste chevrons van de staart hebben bovenaan vergroeide voetstukjes die van voor naar achter minder dan half zo lang zijn als overdwars breed.
Of deze kenmerken inderdaad uniek zijn, hang echter af van de vraag tot welke groep Afromimus in feite behoort. Ze zijn alleen geldig als het een ornithomimosauriër betreft maar dat werd onmiddellijk na de publicatie alweer betwist.

## Fylogenie
Afromimus werd door Sereno in de Ornithomimosauria geplaatst in een vermoedelijk vrij afgeleide positie, gebaseerd op de vorm van de staartwervels met brede pindavormige gewrichtsvlakken, middelste staartwervels met lengtegroeven voor het contact met de achterste gewrichtsuitsteeksels van de voorliggende wervel, en een driehoekige verheffing op de onderkant van de voetklauwen. Sereno vond het eigenaardig dat de ornithomimosauriërs hun late verspreiding op het noordelijk halfrond hadden terwijl de oudste soorten in Afrika gevonden worden.
De Italiaanse paleontoloog Andrea Cau gaf hier onmiddellijk een gedeeltelijke verklaring voor. Sereno had geen exacte cladistische analyse uitgevoerd om de fylogenie te berekenen. Cau deed dat wel en kreeg als uitkomst dat Afromimus geen ornithomimosauriër was maar een lichtgebouwd lid van de Abelisauroidea, meer precies de Noasauridae en de Elaphrosaurinae. Vooral de tibiotarsus, vergroeiing van scheenbeen en kuitbeen, was typisch noasauride. Hij wees erop dat dit een herhaling leek van de verwarring rond Elaphrosaurus zelf die ook een tijd als een ornithomimosauriër beschouwd werd. Hij verwierp Sereno's argument dat die een nog onbeschreven abelisauroïde in de lagen ontdekt had en dus Afromimus er geen kon zijn.
In 2019 publiceerden Cerroni e.a. een studie die bevestigde dat Afromimus een noasauride was. Afromimus zou wel een geldige soort zijn.